# برت بنی
برت بنی (انگلیسی: Bert Beney؛ ۲۱ فوریه ۱۸۸۷ – ۲۰ آوریل ۱۹۱۵) بازیکن فوتبال اهل انگلستان بود.
از باشگاه‌هایی که در آن بازی کرده‌است می‌توان به باشگاه فوتبال هاستینگز یونایتد، باشگاه فوتبال آرسنال، باشگاه فوتبال کارلایل یونایتد، باشگاه فوتبال بری، و باشگاه فوتبال تانبریج ولز اشاره کرد.